# Kościół św. Bartłomieja Apostoła w Chęcinach
Kościół świętego Bartłomieja Apostoła w Chęcinach – rzymskokatolicki kościół parafialny znajdujący się w mieście Chęciny, w województwie świętokrzyskim. Należy do dekanatu chęcińskiego diecezji kieleckiej. 

## Historia
Obecna świątynia została zbudowana w XIV wieku. Zapewne ufundował ją król Władysław I Łokietek (około 1315 rok), ale jej budowę ukończył syn Łokietka, król Kazimierz III Wielki (ok. 1350 rok). W czasie reformacji, od 1571 roku kościół został przejęty przez arian. W 1603 roku został zwrócony katolikom i dokonano jego ponownej konsekracji. W pierwsze połowie XV wieku budowla została rozbudowana. W latach 1830–1840 świątynia została poddana gruntownej restauracji.

## Architektura i wyposażenie
Jest to budowla halowa wzniesiona w stylu gotyckim z cegły i otynkowana. Posiada trzy nawy i prezbiterium zamknięte wielobocznie. Ołtarz główny został zbudowany w stylu wczesnobarokowym. Znajdują się w nim dwa obrazy: św. Bartłomieja i Świętej Anny. Przed ołtarzem są umieszczone stalle zbudowane w stylu późnorenesansowym. Na nich są namalowane sceny z życia św. Franciszka. W nawie południowej znajduje się renesansowa kaplica Trzech Króli, ufundowana przez Kaspra Fotygę, wójta i mecenasa Chęcin. Budowla posiada pięć ołtarzy bocznych, z których jeden poświęcony jest św. Barbarze i znajduje się w nim obraz patronki z 1707 roku. Na zewnętrznej ścianie kościoła znajduje się m.in. epitafium wojewody połockiego, Mikołaja Monwida.

## Galeria

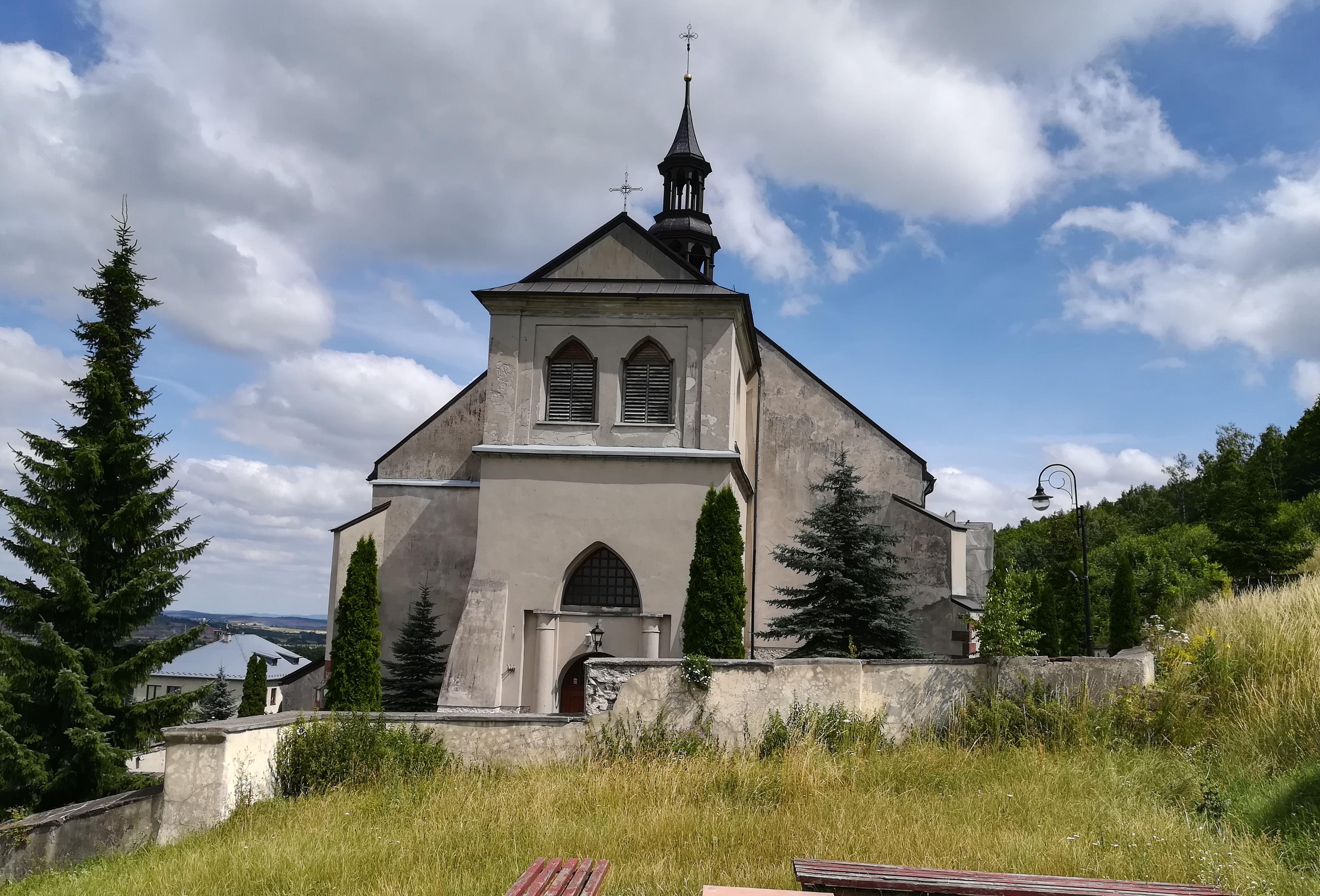
Widok ze wschodu (2021)
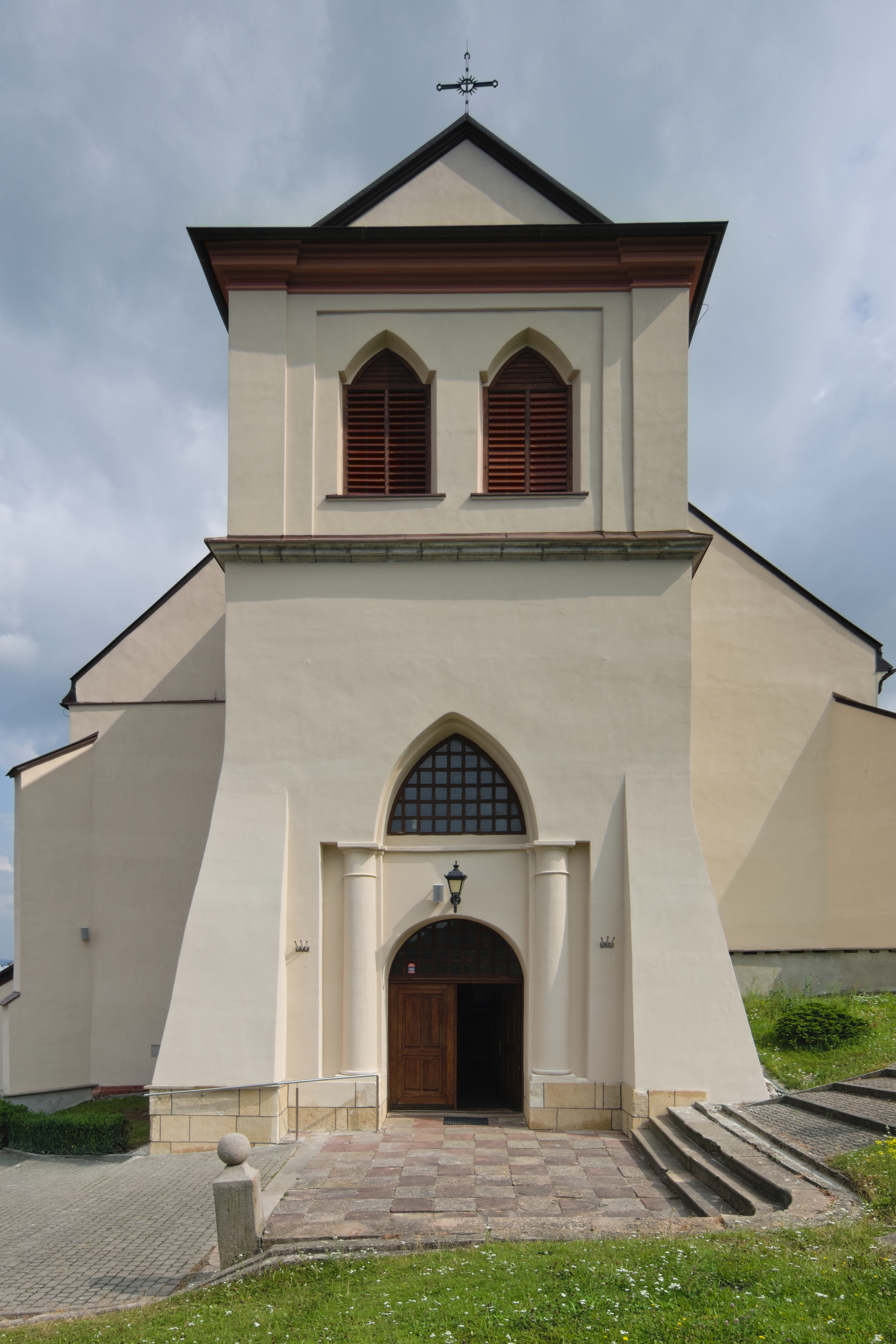
Elewacja frontowa (2022)
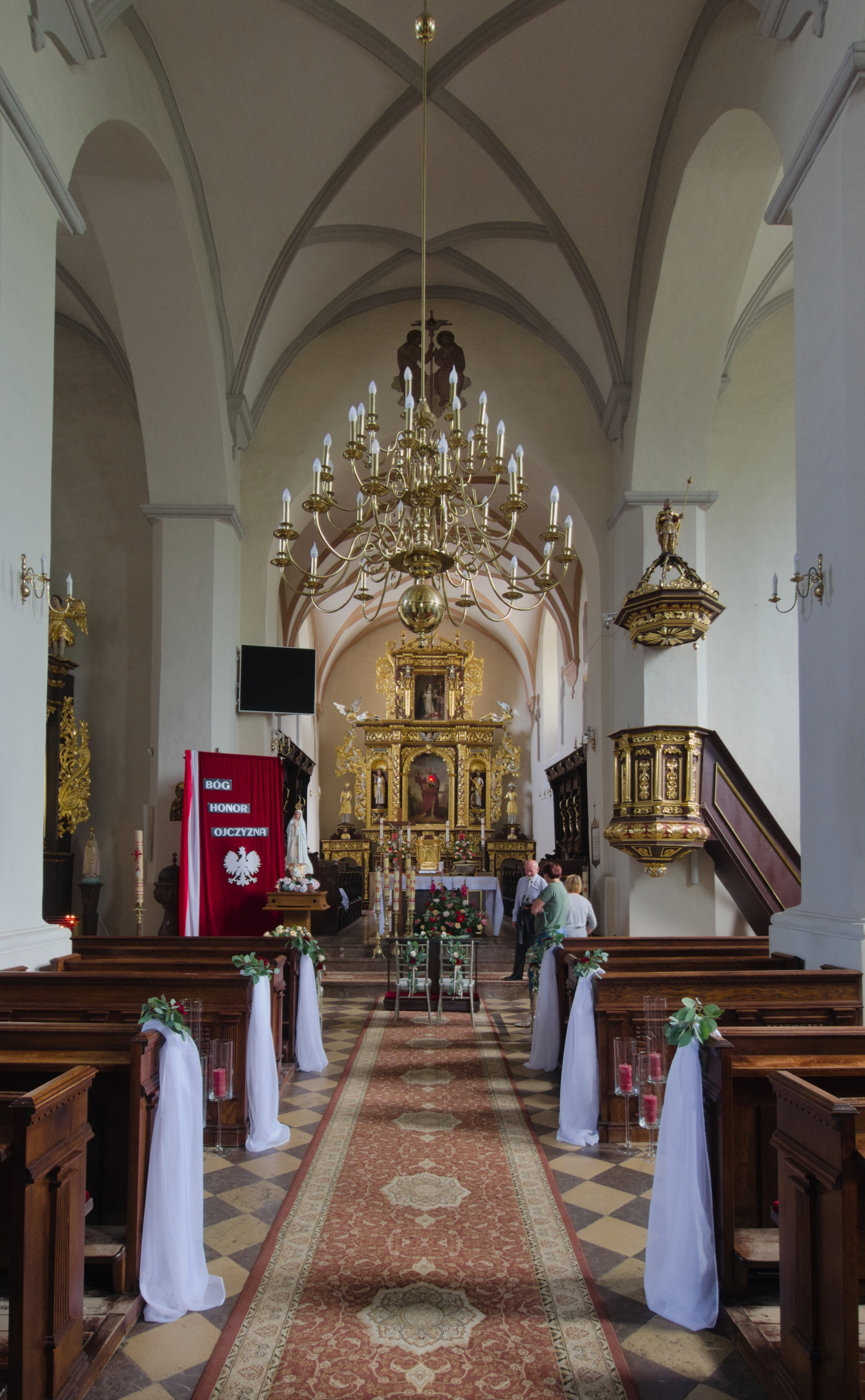
Wnętrze (2022)
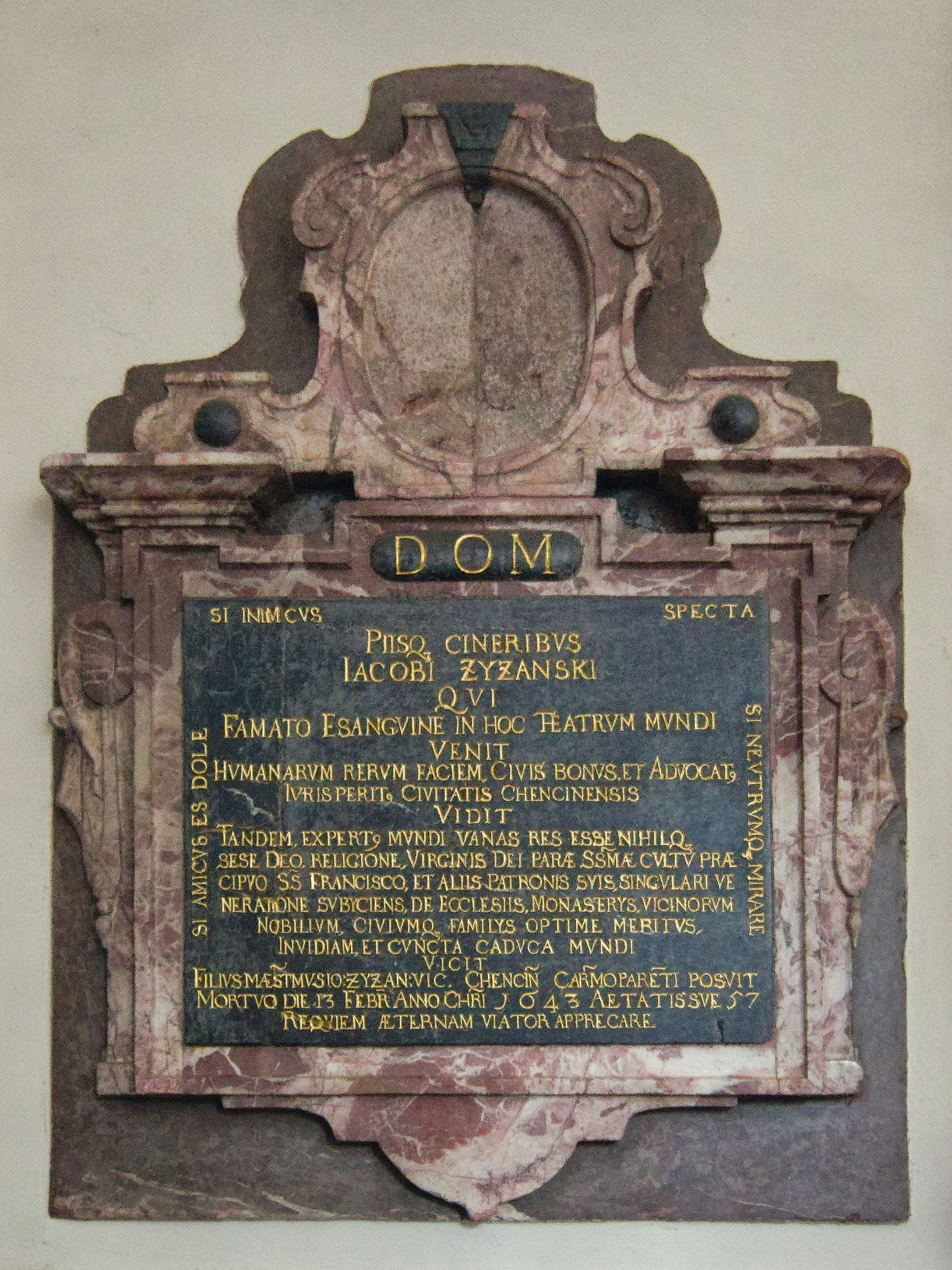
Epitafium Jakuba Żyżańskiego w nawie bocznej (2022)
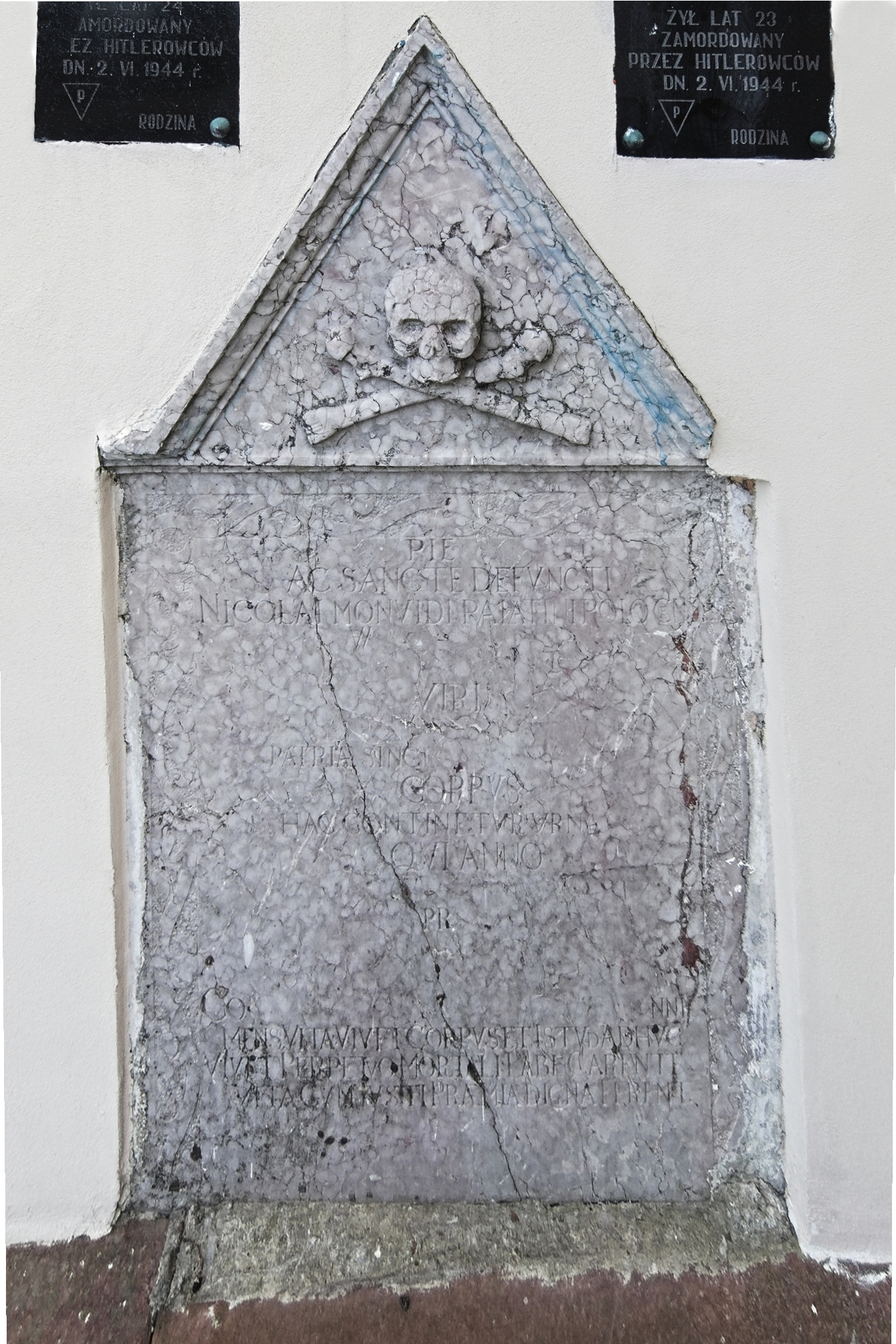
Epitafium Mikołaja Monwida na ścianie zewnętrznej (2022)